# 버드맨 (래퍼)

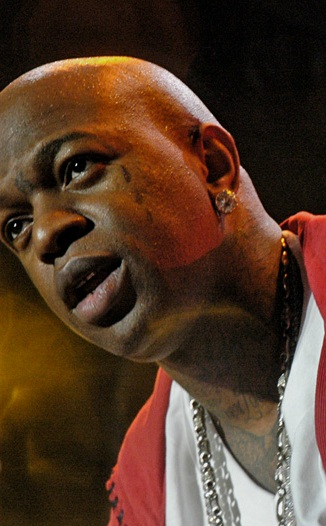
버드맨

버드맨(Birdman, 본명 Brian Williams, 1969년 2월 15일 ~ )는 미국의 래퍼이다. 그는 Cash Money Records의 설립자이자,랩 듀오 빅 타이머스의 멤버이다. 릴 웨인에게 Young Money Records를 선물로 준 것으로 유명하다.

## 생애
1991년 그는 캐쉬 머니 레코드를 설립한다.1993년 솔로앨범인 'I Need a Bag of Dope'을 발매,
1997년 랩듀오 빅 타이머스의 멤버가된다.

### 빅 타이머스
그는 'Mannie Fresh'와 1997년 빅 타이머스를 만든다.첫 앨범인 'How Ya Luv That?'와 ' I Got That Work','Hood Rich'로 힙합계의 한 장르인 더티 사우스의 큰 공을 세운 그룹이다.2004년 해체된다.

### 솔로데뷔
2002년 앨범인 'Bridman'을 발매한다.릴 웨인, 스위즈 비츠, 팀발랜드, 저메인 듀프리, 페럴, 퍼프 대디등이 참여했다.싱글인 'Do That','What Happened to That Boy' 등이 발표되었다.
그는 후에 바우 와우의 'Let's Get Down' 등에 참여하고, 2005년 'Fast Money'를 발매한다. 그리고 2008년 릴 웨인의 히트앨범인 'The Carter III'에 프로듀서로써 참여한다.2006년 릴 웨인과 그는 합작앨범 'Like Father, Like Son'을 발매한다.팻 조, 릭 로스, 티-페인 등의 뮤지션들이 참여했고,싱글인 'Stuntin' Like My Daddy','Leather So Soft','You Ain't Know','Know What I'm Doin'은 빌보드 핫100,핫 랩차트,핫 랩싱글 등에서 나쁘지 않은 성적을 거둔다.
2007년 '5 * Stunna'을 발매한다.제이다키스, 팻 조, 릴 웨인, 릭 로스, 영 지지등이 참여했고, 싱글인 'Pop bottle'은 핫 랩차트에서 6위,두 번째 싱글인 '100 Million'은 'Bubbling Under Hot 100 Singles'에서 18위를 차지한다.

### 이슈
2007년 11월 그는 마리화나 소지로 벌금 $1,500 달러를 내고,체포된다.

## 앨범

### 솔로 앨범
- 1993: I Need a hot girl
- 2002: Birdman
- 2005: Fast Money
- 2007: 5 * Stunna
- 2009: Priceless

### 합작 앨범
- 1999: How You Luv That with Mannie Fresh (as Big Tymers)
- 1999: How You Luv That Vol. 2 with Mannie Fresh (as Big Tymers)
- 2000: I Got That Work with Mannie Fresh (as Big Tymers)
- 2002: Hood Rich with Mannie Fresh (as Big Tymers)
- 2003: Big Money Heavyweight with Mannie Fresh (as Big Tymers)
- 2006: Like Father, Like Son (with Lil Wayne)
- 2009: H (with Rick Ross)